# Ronde pévéloise 2013
La 4e édition de la Ronde pévéloise a eu lieu le 7 juillet 2013. La course fait partie du calendrier UCI Europe Tour 2013 en catégorie 1.2. La course est remportée pour la deuxième année consécutive par Benoît Daeninck (CC Nogent-Sur-Oise) qui effectue le parcours de 181,5 km en 3 h 40 min 10 s. Il est immédiatement suivi par Sean De Bie (Leopard-Trek Continental) puis vingt secondes plus tard par Antoine Demoitié (Wallonie-Bruxelles).

## Classement
| Classement général | Classement général | Classement général | Classement général          | Classement général |
|                    | Coureur            | Pays               | Équipe                      | Temps              |
| ------------------ | ------------------ | ------------------ | --------------------------- | ------------------ |
| 1er                | Benoît Daeninck    | France             | CC Nogent-Sur-Oise          | en 3 h 40 min 10 s |
| 2e                 | Sean De Bie        | Belgique           | Leopard-Trek Continental    | m.t                |
| 3e                 | Antoine Demoitié   | Belgique           | Wallonie-Bruxelles          | + 20 s             |
| 4e                 | Gerry Druyts       | Belgique           | EFC-Omega Pharma-Quick Step | m.t                |
| 5e                 | Pit Schlechter     | Luxembourg         | Leopard-Trek Continental    | + 30 s             |
| 6e                 | Alexis Caresmel    | France             | BMC Continental             | m.t                |
| 7e                 | Jakub Novák        | Slovaquie          |                             | m.t                |
| 8e                 | Wouter Daniels     | Belgique           |                             | m.t                |
| 9e                 | Tom Thill          | Luxembourg         | Leopard-Trek Continental    | m.t                |
| 10e                | Yasuharu Nakajima  | Japon              | Aisan Racing                | m.t                |
| modifier           |                    |                    |                             |                    |